# Ambasciatori bavaresi in Grecia
L'ambasciatore bavarese in Grecia era il primo rappresentante diplomatico della Baviera in Grecia.
Le relazioni diplomatiche iniziarono ufficialmente nel 1835. Dopo la cacciata di Ottone di Grecia (figlio del re di Baviera) dal trono greco, la Baviera non sentì più il bisogno di relazionarsi con la Grecia e decise di chiudere l'ambasciata ad Atene nel 1863.

## Regno di Baviera
- 1835-1837: Egid von Kobell (1772–1847)
- 1837–1841: Klemens von Waldkirch (1806–1858)
- 1841–1843: Otto von Bray-Steinburg (1807–1899)
- 1843–1847: Carl von Grasser (1783–1855)
- 1847–1853: Maximilian Joseph Pergler von Perglas (1817–1893)
- 1853–1854: Wolfgang von Thüngen (1814–1888)
- 1855–1859: Maximilian von Feder (1802–1869)
- 1859–1863: Ferdinand von Hompesch-Bollheim (1824–1913)

1863: Chiusura dell'ambasciata